# Лавиния Фонтана
Лавиния Фонтана (на италиански: Lavinia Fontana; родена на 24 август 1552 г. в Болоня, починала на 11 август 1614 г. в Рим) е италианска художничка от стила „маниеризъм“.

## Биография
Лавиния Фонтана е родена в Болоня през 1552 г. в семейството на Просперо Фонтана и Антония де Бонардис. Кръстена е на 24 август 1552 г. в катедралата Сан Пиетро. По-голямата ѝ сестра Емилия умира през 1568 г., когато Лавиния е на шестнадесет години. Просперо е виден художник от Болонската школа по това време и е неин учител. 

## Първи години
Лавиния е дъщеря на известния художник и учител Просперо Фонтана (1512 – 1597) и на жена му Антониа де Бонарди. В ателието на баща си, който е работил преди това в Рим и Флоренция, тя получава първоначално художествено обучение. Поради липса на мъжки наследник в семейството, на нея се пада отговорността да продължи професията на баща си. Тя е смятана за първата жена кариерен артист в Западна Европа, тъй като разчита на комисионни за доходите си. Семейството ѝ разчита на кариерата ѝ на художник, а съпругът ѝ работи като неин агент и отглежда 11-те им деца. Тя е може би първата жена художник, която рисува женски голи тела, но това е тема на противоречия сред историците на изкуството.
Лавиния получава либерално и задълбочено образование, което е прави равностойна на мъжете-художници, получили академично образование. В първия си автопортрет (1577), който тя рисува, според сигнатурата, по огледалното си изображение, тя прави препратка към един портрет на Софонизба Ангисола, която е неин пример в изкуството. „Автопортрет с клавесин“ я показва като образцова млада дама, която владее музикален инструмент, а на заден план се вижда част от ателието ѝ, което я представя и като художничка. Картината е била предназначена за бъдещия ѝ свекър, заможен търговец от Имола.
Лавиния по-късно следва при нидерландския художник Денис Калверт, който също е учил при баща ѝ.

## Стил и художествени успехи
Известни стават преди всичко портретите и историческите картини на Лавиния Фонтана. През седемдесетте години на 16 век Лавиния е смятана за една от най-значимите портретистки на Болоня. Акуратният ѝ стил отговарял на вкуса на аристокрацията – художничката показва модни, богато украсени дрехи и недостъпни благородници. Същевременно картините ѝ поставят в центъра жената и свидетелстват за едно самочувствие, нехарактерно за епохата.
През 1577 г. Лавиния се омъжва за художника Паоло Дзапи (Paolo Zappi или Paolo Fappi) и ражда единадесет деца, от които оцеляват само три. Съпругът ѝ Паоло подкрепя жена си и поема част от работата в домакинството. Според някои сведения е изпълнявал и дребни детайли по нейните картини – например по дрехите.
Лавиния получава подкрепа в началото на своята кариера от папа Григорий ХІІ, който също произхожда от Болоня. Портретът на нейния покровител е една от най-хубавите ѝ картини (1580). Този портрет ѝ отваря пътя към нови поръчки от страна на духовни лица. Тя получавала щедри хонорари за индивидуалните или груповите портрети, подобно на Ван Дайк по-късно. Една от най-големите ѝ поръчки е груповият портрет на семейство Гоцадини (Gozzadini), във формат два на два метра.

## Признание
Лавиния Фонтана рисува и портрети на хора от най-влиятелните кръгове в Болоня, също групови портрети, но и религиозни картини, а от 1580 г. – също и голямоформатни олтарни картини. През 1589 г. получава поръчка от испанския крал да нарисува картината „Светото семейство“ за завършения Ескориал.
През 1603 г. Лавиния се мести заедно с цялото си семейство в Рим по покана на папа Климент VІІ. Следват поръчки за олтарни картини, както и за исторически картини за частни лица.
По случай 60-ия ѝ юбилей творците от Рим поръчват изсичането на медал. На едната му страна е изобразена дама с боне, а на другата – антична фигура с разпусната, буйно развята коса.
Необичайно за жена от онази епоха, Лавиния прави и актови картини. Картината ѝ „Минерва се облича“ от 1613 г., която Лавиния рисува по поръчка на кардинал Сципионе Боргезе, е и нейната последна известна картина.
Лавиния Фонтана има голям успех като художничка, избрана е в Римската академия и е считана за един от най-големите художници на своето време. Съществуват повече от сто картини, които са документирани от по-ранни източници, но само 32 носят нейния подпис. Приписват ѝ се други 25 картини, които са запазени, което я прави художничката с най-много картини от епохата.

## Творби
- „Поклонението на влъхвите“, 1570 – 1575, Pinacoteca Communale, Имола
- „Портрет на аристократка“, 1580, Национален музей на жените художнички, Вашингтон
- „Noli me tangere (1581) – автопортрет в ателието“, 1577, галерия Уфици, Флоренция
- „Портрет на семейство Гоцадини“, 1584, Национална пинакотека на Болоня
- „Раждането на Мария“, 1590, Chiesa della Trinità, Болоня
- „Портрет на дама с кученце“, края на деветдесетте години на 16 век, The Walters Art Gallery, Балтимор
- „Минерва се облича“, 1613, Галерия Боргезе, Рим